# 268 هـ
268 هـ هي سنة في التقويم الهجري امتدت مقابلةً في التقويم الميلادي بين سنتي 881 و882.

## مواليد
- سعيد الفيومي، فيلسوف يهودي مصري.

## وفيات
- محمد بن عبد الله بن عبد الحكم